# شهرستان زولسکی
شهرستان زولسکی (به لاتین: Zolsky District) یک شهرستان در روسیه است که در کاباردینو-بالکاریا واقع شده‌است.